# Sirény z Titanu
Sirény z Titanu (The Sirens of Titan) je román Kurta Vonneguta z roku 1959 nominovaný na cenu Hugo udělovanou nejlepším dílům žánrů science fiction a fantasy. Přestože je dílo na první pohled vědecko-fantastický román, ve skutečnosti se jedná o satiru a parodii moderní západní společnosti.

## Děj
K sídlu vesmírného průzkumníka Winstona Nilese Rumfoorda v Newportu tajně přijíždí vůz s hlavním hrdinou Malachim Constantem, nejbohatším Američanem 22. století, který zdědil fantastický majetek po svém otci. Malachiho otec získal pohádkový majetek jako akcionář a majitel různých velkopodniků, jejichž akcie skoupil podle počátečních písmen jejich názvů, které si odvodil od náhodně zvolených slov v Bibli; v zákonitostech trhu s akciemi se přitom vůbec nevyznal. Rumfoord, který se díky svým objevům a mimozemským schopnostem stal de facto vůdcem světa, objevil zvláštní jev zvaný chronosynklastické infundibulum, který nastává v průniku dimenzí vesmírů a který mu umožňuje cestování v časoprostoru a zároveň znát budoucnost. Každých 59 dní se při svých vesmírných poutích materializuje na Zemi i se svým psem Kazakem a tuto příležitost pokaždé dychtivě očekává senzacechtivý dav, který však nemá možnost do prostoru Rumfoordova pozemku a domu proniknout. Zde se Malachi s Rumfoordem setkává a je mu nabídnuto cestovat na Mars v rámci zvláštního poslání.
Poslání na Marsu spočívá ve vybudování a výcviku marťanské armády, která má napadnout Zemi. V tu dobu již byly na Mars pod různými sliby a záminkami zavlečeny tisíce Pozemšťanů a po příletu jim je do mozku voperována vysílačka, která je nutí bezmyšlenkovitě vykonávat rozkazy velitelů disponujících kapesními ovladači, kteří jednají pod dohledem Rumfoorda. (K nejúsměvnějším patří transport jehovistky, která se marťanským agentům pokoušela vnutit Strážnou věž.) Pokud se někdo příkazům vzepře nebo se pokouší pátrat v minulosti, je potrestán elektrickým výbojem v mozku vygenerovaným implantátem za použití velitelova ovladače. Součástí chirurgického zákroku je i částečné vymazání paměti včetně informací o vlastní identitě. Také Malachi podstupuje implantaci vysílačky, zapomíná kdo je a nechá si říkat Ujo. Na příkaz velitele veřejně popraví uškrcením svého bývalého nejlepšího přítele Stonyho Stevensona, který ze sebe těsně před smrtí vypraví slova „modrý kámen, barák číslo dvanáct“, která se Malachimu-Ujovi pevně vryjí do paměti. Podle předem stanoveného scénáře se dá dohromady s Rumfoordovou ženou Beatricí (dále jen Běličkou) a zplodí s ní syna Chrona. Bělička Malachim-Ujem opovrhuje a malý Chrono neví, že je jeho synem. Chrono vyniká ve škole mezi svými spolužáky ve hře německý pasák a stále má při sobě tajemný amulet o němž věří, že mu přináší štěstí. Později Malachi vyhledá modrý kámen před kotelnou baráku č. 12, kde najde deník, v němž Stony Stevenson zapisuje Malachiho historii. Malachi ji čte a postupně mu docházejí všechny souvislosti.
Po beznadějném útoku, při němž jsou téměř všichni Marťané pobiti, zatímco na straně Pozemšťanů je pouze pár obětí, se Malachi se svým velitelem Boazem ocitá ve vesmírné lodi a odlétá na planetu Merkur, což je opět součástí Rumfoordova plánu. Na Merkuru proniknou do tajemného podzemí obývaném zvláštními tvory nazývanými harmonia, kteří se živí mechanickými vibracemi. Po nějakém čase se Malachi vydává zpět na Zem, zatímco Boaz okouzlen harmonii zůstává.
Rumfoord tou dobou zavádí na Zemi nové náboženství zvané Církev Naprosto Lhostejného Boha, které má naoko sjednotit veškeré lidstvo a které je charakterizováno výrokem Titěrný člověk nemůže udělat nic, čím by pomohl či způsobil radost Bohu Všemohoucímu a náhoda není prodlouženou rukou boží. Po návratu na Zemi je Malachi uctíván jako hrdina přezdívaný Vesmírný tulák, avšak Rumfoord veřejně odhalí jeho historii. Poté je Malachi nucen odcestovat spolu s Běličkou a Chronem na Saturnův měsíc Titan, který je hlavním Rumfoordovým sídlem a usadit se tam. Titan obývá také posel z Tralfamadoru Salo, který nesl poselství na Zemi, ale jeho kosmická loď poháněná pomocí UVB (universální vůle bytí) ztroskotala a Salo je nucen čekat za zaslání náhradní součástky, která se při nehodě ztratila (tou je tajemný Chronův amulet). Rumfoordovo sídlo je velmi honosné, představuje kopii paláce Tádž Mahal s obrovským bazénem obývaným třemi sirénami, Salovými sochami vytvořenými z titánské rašeliny. Rumfoord se s Kazakem kvůli změnám chronosynklastického infundibula navždy dematerializují a Salo se rozloží na součástky.
Malachi s Běličkou a Chronem dlouho poklidně žijí na Titanu, dokud Bělička ve věku 74 let nezemře. Chrono se rozhodne na Titanu zůstat, zatímco Malachi se vrací na Zemi. Po přistání na Zemi se ocitá ve tři hodiny ráno uprostřed zimy na konečné stanici autobusu v Indianopolis ve státě Indiana. Autobus má dvě hodiny zpoždění a vyčerpaný Malachi umírá. V okamžiku smrti se setkává se svým bývalým nejlepším přítelem Stonym Stevensonem.

## Vydání
Americká
- The Sirens of Titan, Dell Publishing Co., Inc., New York 1959

Česká
- Sirény z Titanu, překlad Jaroslav Kořán, Práce, Praha, 1985